# Romuald I.
Romuald I. (auch: Romoald, Romwald; † 687) war von 662 bis 687 Herzog von Benevent.

## Leben
Romuald war der älteste Sohn des dux von Benevent und späteren Langobardenkönigs Grimoald und dessen Frau Ita.
Als Grimoald im Jahr 662 König wurde, ernannte er Romuald zum dux von Benevent.
662 landete der byzantinische Kaiser Konstans II. mit seinem Heer bei Tarent. Er eroberte zahlreiche Städte im Benevent. Luceria (Lucera) wurde dem Erdboden gleichgemacht, das stark befestigte Agerentia (Acerenza) konnte sich halten. Dux Romuald sandte aus dem belagerten Benevento Boten zu seinem Vater Grimoald mit der Bitte um Verstärkung. Grimoald ließ seinen Palast in der Obhut des dux Lupus von Friaul und marschierte nach Benevent. Als Konstans II. vom Nahen Grimoalds erfuhr, ließ er sich u. a. Romualds Schwester Gisa als Geisel stellen und nahm Friedensverhandlungen auf. Die Verhandlungen scheiterten und er zog sich kämpfend nach Neapel zurück. Nachdem der byzantinische Optimat (Feldherr) Saburrus mit 20.000 Soldaten von Romuald am Fluss Forino vernichtend geschlagen worden war, zog sich Konstans 663 nach Sizilien zurück.
Um 664 verheiratete Grimoald seinen Sohn Romuald mit Theuderada, der Tochter des dux Lupus von Friaul. Mit ihr hatte er drei Söhne: Grimoald II., Gisulf I. und Arichis. Romuald gab, wahrscheinlich unter dem Einfluss seiner Frau, die katholikenfeindliche Politik seiner Vorgänger auf. Theuderada und Bischof Barbatus waren bei der Missionierung der halbheidnischen oder unreligiösen Langobarden sehr erfolgreich.
Alzeco (auch Alzek), ein Khagan (Fürst) der Protobulgaren, überquerte 667 die Alpen und zog mit seinem Heer friedlich nach Norditalien in die Gegend um Ravenna. Grimoald schickte ihn nach Benevent, wo ihn dux Romuald freundlich empfing. Alzeco wurden u. a. die Städte Sepinum (Sepino), Bovianum (Bojano) und Isernia in der Region Molise zugesprochen, unter der Voraussetzung, dass er auf den Titel dux und seinen Herrschaftsanspruch verzichte und den Titel gastaldius annehme.
Nachdem sein Vater Grimoald 671 gestorben war, gab Romuald dem neuen König Perctarit dessen Frau Rodelinda und Sohn Cunincpert heraus, die seit 9 Jahren als Geiseln in Benevent waren. Einige Jahre später verheiratete Romuald seinen Sohn und designierten Nachfolger Grimoald II. mit Perctarits Tochter Wigilinde.
In den 680er-Jahren eroberte Romuald die byzantinischen Städte Tarentum (Tarent) und Brundisium (Brindisi) sowie weite Gebiete Süditaliens. Seine Frau Theuderada ließ zu dieser Zeit vor den Stadtmauern Benevents die St.-Peter-Kirche und ein Nonnenkonvent bauen.
Als Romuald 687 starb, wurde Grimoald II. sein Nachfolger als dux von Benevent.